# Refrontolo
Refrontolo é uma comuna italiana da região do Vêneto, província de Treviso, com cerca de 1.804 habitantes. Estende-se por uma área de 13 km², tendo uma densidade populacional de 139 hab/km². Faz fronteira com Cison di Valmarino, Pieve di Soligo, San Pietro di Feletto, Susegana, Tarzo.

## Demografia
| Variação demográfica do município entre 1861 e 2011                               |
|                                                                                   |
| Fonte: Istituto Nazionale di Statistica (ISTAT) - Elaboração gráfica da Wikipedia |

## Cidade-Irmã
Refrontolo tem um acordo de parceria de cidade-irmã com a seguinte cidade:
- Ibiraçu, Brasil - (2007 [4])